# مرناة للتماثل
تلفاز للتماثل أو بالإسبانية (Televisión por la identidad) هو سلسلة تلفازية أرجنتينية من ثلاثة أجزاء من إخراج ميغيل كولوم، وكتابة مارسيلو كامانيو، وإنتاج كلاوديو ميلان.